# Stříbrný tunel
Stříbrný tunel je železniční tunel č. 10 na katastrálním území Újezd nad Zbečnem na železniční trati Beroun–Rakovník v km 24,770–24,805 mezi zastávkou Újezd nad Zbečnem a stanicí Roztoky u Křivoklátu.

## Historie
Výstavbou trati pro společnost Rakovnicko-protivínské dráhy byla pověřena vídeňská stavební firma, která převedla řízení prací na firmu J. Muzika a spol. Trať byla uvedena do provozu  v roce 1876. V prvních letech provozu se na trati vystřídalo několik různých provozovatelů (mezi nejvýznamnější patřila i Ústecko-teplická dráha), až roku 1884 provoz převzaly c. k. Státní dráhy.
Trať je vedena údolím řeky Berounky a zajišťuje důležité spojení Berouna s okolními obcemi a jejich průmyslovými kapacitami (například v Nižboru). V Roztokách překonává Berounku a pokračuje přes Křivoklát směrem k Rakovníku údolím Rakovnického potoka, kde je cesta trati zkrácena pěti tunely (Stříbrný, Nad Budy, Pod královskou pěšinkou, Pod Basou a Chlumský).

## Geologie a geomorfologie
Tunel se nachází v geomorfologické oblasti Brdská oblast, celku Křivoklátská vrchovina s podcelkem Zbirožská vrchovina s okrskem Vlastecká vrchovina.
Geologické podloží v oblasti je tvořeno křemennými porfyry a porfyrity křivoklátsko-rokycanského pásma.
Tunel leží v nadmořské výšce 250 m a svou délkou 34,90 m patří mezi pět nejkratších tunelů České republice.

## Popis
Jednokolejný tunel je na trati Beroun–Rakovník mezi stanicemi Újezd nad Zbečnem a Roztoky u Křivoklátu. Byl proražen roce v 1875 v úpatí vrchu (kóta 469 m n. m.) v údolí řeky Berounky.
Tunel se nachází v přírodní rezervaci Stříbrný luh.